# Asparagus pseudoscaber
Asparagus pseudoscaber là một loài thực vật có hoa trong họ Măng tây. Loài này được Grecescu mô tả khoa học đầu tiên năm 1898.